# Enclave di Lado

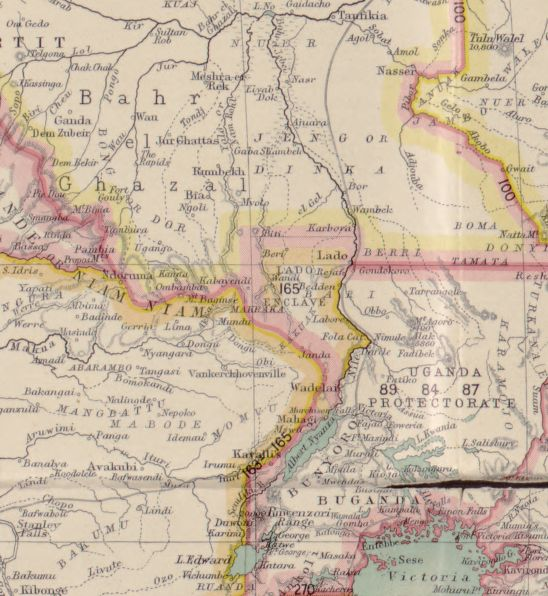
Mappa dell'Enclave di Lado

L'Enclave di Lado è stata un'exclave dello Stato Libero del Congo e successivamente del Congo belga, esistita dal 1894 al 1910 e posta sulla riva occidentale dell'Alto Nilo nell'attuale territorio compreso tra il Sudan del Sud e l'Uganda nord-occidentale.

## Storia

### Provincia di Equatoria

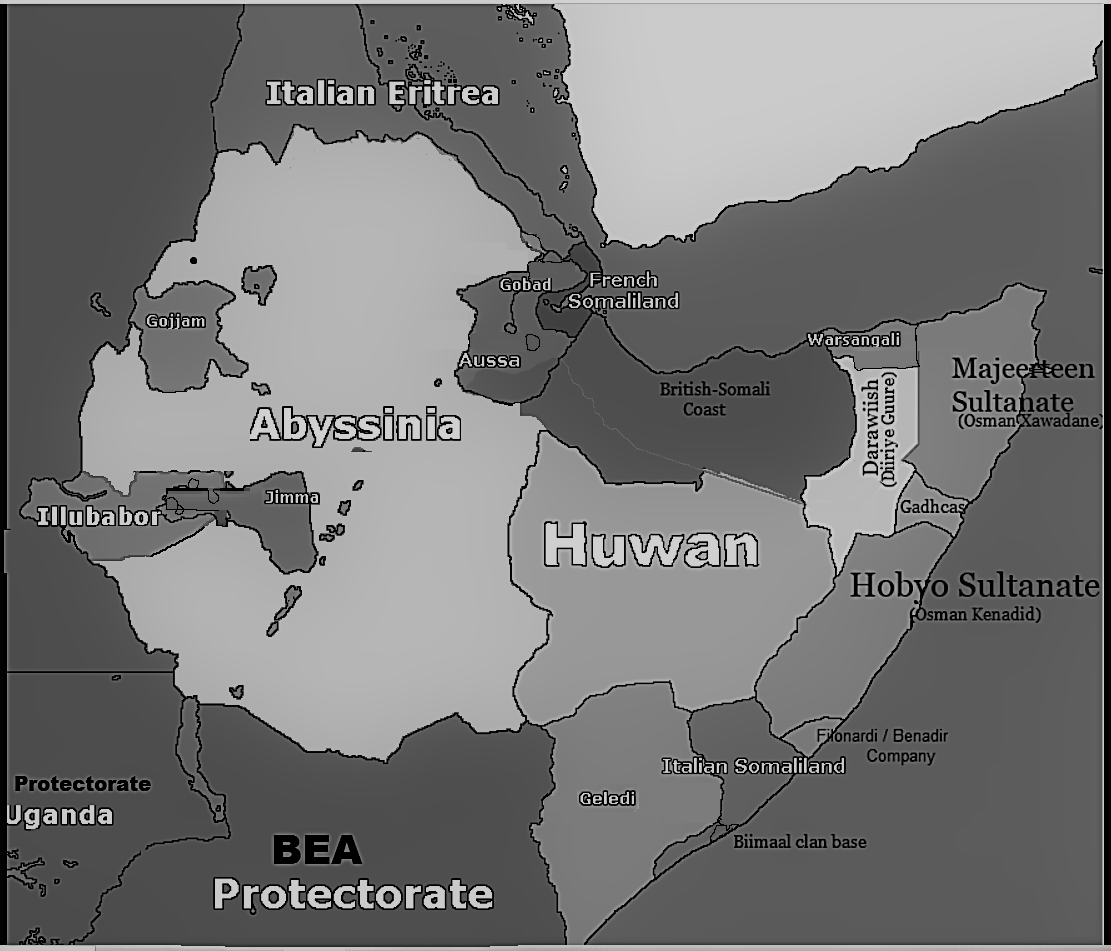

Tradizionalmente l'area era la patria dei popoli Lugbara, Kakwa, Bari, e Moru; divenne poi parte della provincia egiziano-ottomana di Equatoria. Fu visitata per la prima volta dagli europei nel 1841-1842, diventando un centro per il commercio dell'avorio e degli schiavi. L'enclave, come parte del Bahr-el-Ghazal, passò sotto il controllo degli inglesi. Nel 1869 l'esploratore Samuel Baker creò un'amministrazione nel territorio con sede a Gondokoro, soppresse la tratta degli schiavi e aprì l'area al commercio.
Il generale Charles George Gordon succedette a Baker come governatore di Equatoria nel 1874 e, notando il clima malsano di Gondokoro, spostò il centro amministrativo a valle, in un punto che chiamò Lado, che delineava la città secondo lo schema dell'accantonamento indiano, con brevi e larghe strade diritte e alberi ombrosi. Gordon rese prioritario lo sviluppo dell'industria primaria di Lado, con l'espansione dell'agricoltura commerciale di cotone, sesamo e saggina e l'introduzione degli allevamenti di bestiame. Sebbene Gordon avesse stanziato oltre trecento soldati in tutta la regione, i suoi sforzi per consolidare il controllo britannico sul territorio non ebbero successo e, quando si dimise da governatore nel 1876, solo Lado e le poche guarnigioni insediate lungo il Nilo potevano essere considerati amministrati.
Emin Pasha fu nominato governatore per sostituire Gordon e iniziò a costruire le difese della regione. Egli avviò lo sviluppo e la modernizzazione di Lado e fondò una moschea, una scuola coranica e un ospedale. Nel 1881 Lado vantava oltre 5000 tucul (capanne di fango rotonde comuni nella regione).
L'esploratore russo Wilhelm Junker arrivò nell'area di Lado nel 1884, in fuga dalla guerra mahdista in Sudan, e ne fece la propria base per le sue ulteriori esplorazioni della regione. Junker nei suoi scritti apprezzò la città di Lado, in particolare per i suoi edifici in mattoni e per le strade pulite.
Durante il dominio mahdista della regione, Lado fu lasciata cadere in abbandono e Rejaj venne trasformata in un insediamento penale.

### Dominio belga
Il desiderio dei britannici di costruire una tratta ferroviaria da Città del Capo a Il Cairo li portò a negoziare con i belgi per scambiare l'area, che divenne l'Enclave di Lado, con una stretta striscia di territorio nel Congo orientale tra i laghi Alberto e Tanganica. Questi negoziati sfociarono nel Trattato britannico-congolese del 1894, firmato il 12 maggio, in base al quale gli inglesi cedettero tutto il bacino del Nilo a sud del 10° di latitudine nord al re Leopoldo II del Belgio per tutto il periodo della sua vita. Questa zona, chiamata Enclave di Lado (in inglese Lado Enclave), collegava il Congo con il Nilo.
Il trattato prevedeva anche che l'intero Bahr-el-Ghazal (ad eccezione dell'Enclave di Lado) fosse ceduto allo Stato del Congo durante il periodo di vita del re Leopoldo "e dei suoi successori".
La preoccupazione francese per le aspirazioni del Belgio in Africa portò al trattato franco-congolese del 1894, firmato il 14 agosto, in cui Leopoldo fu costretto a rinunciare a tutti i diritti di occupazione delle aree a nord delle coordinate 5°30" di latitudine nord in cambio dell'accettazione francese della proprietà leopoldina di Lado. Tuttavia, fu solo nel 1896 che Leopoldo ebbe le risorse per organizzare una spedizione nell'enclave sotto il barone Dhanis. Il piano ufficiale era quello di occupare l'enclave, ma l'obiettivo finale era quello di utilizzarla come trampolino di lancio per conquistare Khartoum, a nord, e controllare una striscia d'Africa che partiva dall'Atlantico e arrivava all'Oceano Indiano. La spedizione di Dhanis si ammutinò nel 1897.
Più tardi, nel 1897, le truppe dello Stato Libero del Congo sotto Louis Napoléon Chaltin tentarono di conquistare fisicamente il controllo dell'enclave. Le forze di Chaltin raggiunsero il Nilo e l'enclave nella città di Bedden nel febbraio 1897 e sconfissero i mahdisti nella battaglia di Rejaf. Ciò consolidò la rivendicazione di Leopoldo sull'Alto Nilo e, sebbene avesse incaricato Chaltin di continuare le conquiste verso Khartum, quest'ultimo non ebbe le forze per farlo e scelse di fortificare pesantemente le località di Lado (che era cessata di esistere sotto i Mahdisti), Rejaf, Kiro, Loka e Yei, occupando Dufile.
Nel 1899 il governo britannico affermò che lo Stato del Congo non aveva adempiuto agli obblighi del trattato anglo-congolese e che quindi non aveva più il diritto di rivendicare il Bahr-el-Ghazal. Nello stesso periodo in cui venne firmata la convenzione, le forze dello Stato del Congo avevano occupato Rejaf e, per tacita intesa, fu loro permesso di continuare l'occupazione dell'Enclave di Lado.
Nel 1899 Leopoldo voleva annullare il trattato franco-congolese, al fine di guadagnare più territori, ma gli inglesi si opposero, sostenendo che si sarebbero verificate delle "gravi conseguenze" se Leopoldo avesse tentato di espandere i confini dell'enclave.
Nel gennaio 1900 alcuni ufficiali che avevano deciso di esplorare le paludi oltre il confine di Lado furono trovati da una pattuglia britannica. I funzionari britannici ritennero che questa fosse un'esplorazione ufficiale e considerarono l'invio di una spedizione militare nell'enclave.
Kiro era stata la sede della residenza britannica nella regione, ma in seguito al passaggio al dominio belga, una postazione (chiamata anch'essa Kiro) fu istituita a pochi chilometri a nord di Kiro dell'Enclave di Lado, sulla riva occidentale del Nilo. Tuttavia, nell'aprile 1901 si scoprì che questo luogo si trovava all'interno del territorio dell'enclave e di conseguenza fu creato una nuova postazione britannica al di là del fiume a Mongalla. Gli inglesi si affrettarono a popolare e armare Mongalla, con un ispettore britannico, un ufficiale di polizia, due compagnie del battaglione sudanese con al comando un ufficiale britannico e una cannoniera.
Nel 1905 l'importanza strategica dell'Enclave di Lado divenne così chiara che gli inglesi proposero di offrire a Leopoldo una piccola parte del Bahr-el-Ghazal in cambio dell'enclave. Come parte di questa proposta, gli inglesi accettarono di rimuovere le loro truppe dall'area nell'attesa di una decisione di Leopoldo. Il sovrano belga, tuttavia, invece di considerare l'offerta, ordinò immediatamente alle sue truppe di occupare i posti militari allora vacanti, il che fu visto come un "futile e disastroso scoppio della brama di Leopoldo per i vantaggi a breve termine. La sua inevitabile conseguenza fu un severo ordine britannico alle forze congolesi di ritirarsi verso sud, seguito dalla chiusura del Nilo al trasporto congolese".
Nel maggio 1906 gli inglesi annullarono l'affitto belga del Bahr-el-Ghazal, anche se Leopoldo si rifiutò di evacuare la regione fino a quando non fosse stata costruita la ferrovia promessa tra l'Enclave di Lado e la frontiera del Congo.
L'Enclave era importante per lo Stato libero del Congo, in quanto includeva Rejaf, che era il capolinea delle imbarcazioni sul Nilo, poiché le rapide si rivelarono una barriera per ulteriori viaggi. Rejaf era la sede del comandante, l'unico funzionario coloniale europeo all'interno dell'enclave, che rimase in carica dal 1897 al giugno 1910. Furono compiuti vari sforzi per difendere adeguatamente Lado da ogni eventuale incursione di altre potenze coloniali, con dodici cannoni pesanti Krupp impiantati nel novembre 1906.
Tuttavia continuò a esserci incertezza nell'enclave, con la consapevolezza che sarebbe tornata al dominio britannico alla morte di Leopoldo. Di conseguenza i belgi non furono in grado di creare un governo efficace, portando a disordini civili all'interno dell'enclave.
Ci furono anche voci di depositi d'oro a Lado che suscitarono un grande interesse per la regione nei primi anni del XX secolo.

## Geografia
L'enclave aveva un'area di circa 15 000 miglia quadre (39 000 km²), con una popolazione di circa 250.000 abitanti. Il capoluogo era la città di Lado, vicino all'odierna città di Giuba. Ai sensi del Trattato anglo-congolese del 1894, il territorio dell'enclave era stabilito come "delimitato da una linea che parte da un punto posto sulla sponda occidentale del Lago Alberto, immediatamente a sud di Mahagi, fino al punto più vicino della frontiera definita nel paragrafo (a) del precedente articolo. Da lì seguirà lo spartiacque tra il Congo e il Nilo fino al 25º meridiano ad est di Greenwich, e quel meridiano fino alla sua intersezione per il 10º parallelo nord, da dove dovrà correre lungo quel parallelo direttamente fino a un punto da determinare a nord di Fashoda. Da lì seguirà il talweg del Nilo verso sud fino al lago Alberto e la sponda occidentale del lago Alberto fino al punto sopra indicato a sud di Mahagi".
Il territorio, senza sbocco sul mare, era delimitato a nord dalla provincia anglo-egiziana del Sudan di Bahr-el-Ghazal e a est dal Nilo. I mutevoli banchi di sabbia del Nilo creavano delle isole al confine dell'enclave e del Sudan e regolarmente modificavano, distruggevano o rendevano difficile la navigabilità.
Fu descritto vagamente anche come "un piccolo triangolo fangoso lungo il Nilo, […] una catena di fanghi desolati" e "a forma di coscia di montone".
Lado era la città più grande dell'enclave, mentre Yei, una stazione militare fortificata sul fiume Yei, era considerata la seconda città più importante. Il posto più settentrionale era Kiro, sulla riva occidentale del Nilo, a 19 km dall'insediamento britannico di Mongalla. Il viaggiatore inglese Edward Fothergill visitò il Sudan intorno al 1901, stabilendosi a Mongalla, tra Lado a sud e Kiro a nord, ma sulla sponda orientale del fiume. Secondo il suo racconto, "Kiro, la stazione più settentrionale del Congo sul Nilo, è molto carina e pulita. Lado, la seconda stazione, è ancora più carina". Tuttavia affermò che gli edifici, pur essendo ben fatti, erano nell'insieme troppo affollati.
Una grande percentuale della popolazione dell'enclave era costituita da abitanti indigeni, ma molti abitanti di etnia Bari lasciarono l'enclave, sfuggendo al dominio belga e stabilendosi sulla sponda orientale (sudanese) del Nilo.
L'enclave si trovava in una zona sismica; in particolare l'area intorno a Rejaf (che significa "terremoto" in arabo). Una faglia corre a ovest di Rejaf, a sud del lago Alberto, e se non vi furono grandi scosse durante l'esistenza dell'Enclave di Lado, si verificò un notevole terremoto nella regione, a Rejaf, il 21 maggio 1914, che distrusse e danneggiò la maggior parte degli edifici della città.

## Fauna e flora

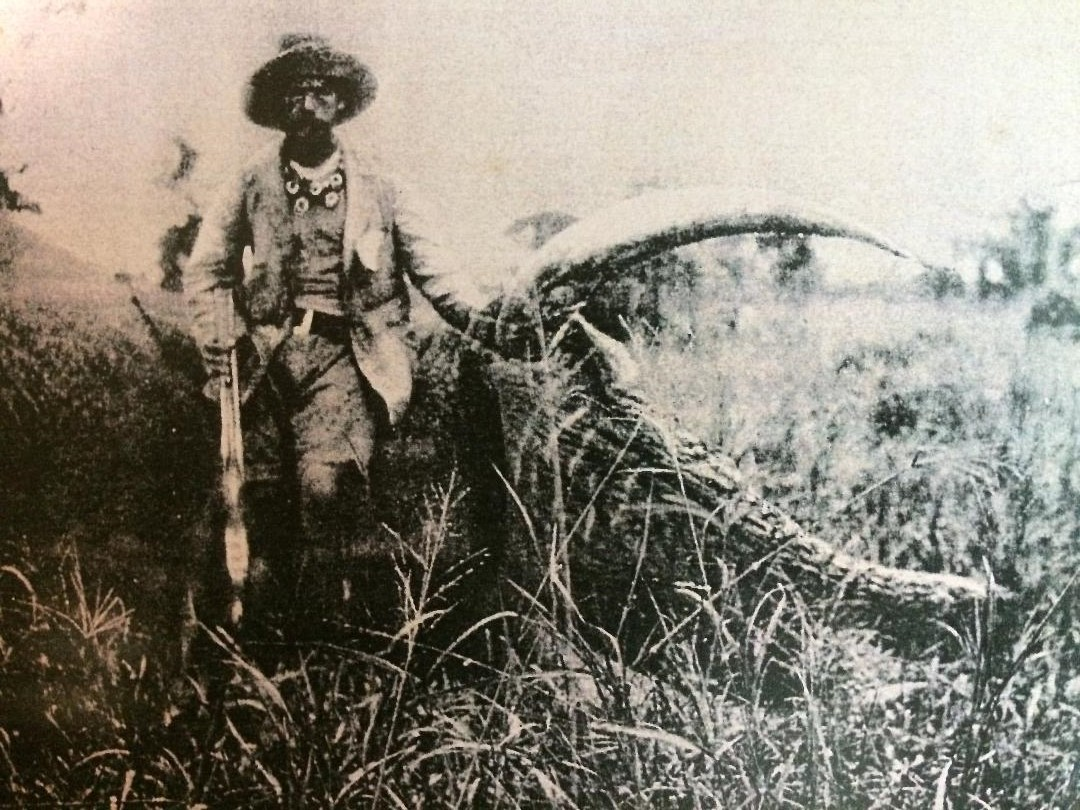
Un cacciatore professionista con un fucile progettato per animali di grandi dimensioni, Enclave di Lado, 1905

L'enclave era ben nota per i suoi enormi branchi di elefanti che attiravano la caccia grossa da tutto il mondo. Dagli anni 1910 al 1912, i cacciatori arrivarono in gran numero e uccisero migliaia di elefanti prima che i funzionari sudanesi potessero prendere il controllo dell'area.
Gli ippopotami venivano descritti come "estremamente numerosi e particolarmente invadenti", ma la loro presenza scese quasi a zero durante l'esistenza dell'enclave.
Nel 1912 il famoso naturalista Edgar Alexander Mearns viaggiò attraverso l'enclave come parte della sua spedizione attraverso l'Africa orientale alla ricerca di nuove specie faunistiche e segnalò una nuova sottospecie del corsaro di Temminck all'interno dell'area.

## Demografia

### Salute

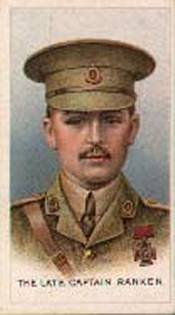
Il capitano Harry Ranken fu assegnato all'enclave di Lado nel 1911 e nel 1914

Le mosche tse-tse erano comuni nell'enclave e la tripanosomiasi africana (nota anche come malattia del sonno), una condizione medica che può verificarsi a seguito di un morso di una mosca tse-tse, ha portato a una serie di casi fatali registrati.
La malaria era la malattia più comune nella regione, con circa l'80% di ammalati nella vicina Bahr El Ghazal. Coloro che soffrivano di malaria affrontavano anche la febbre emoglobinurica.
Il capitano Harry Ranken, che durante la prima guerra mondiale sarebbe stato insignito della Victoria Cross per la galanteria, fu inviato nell'enclave nel 1911 e nel 1914 come membro della Sudan Sleeping Sickness Commission, la cui sede era a Yei e studiò i metodi di trattamento della malattia. Sarebbe dovuto tornare nell'enclave nel 1915 per completare le sue ricerche, ma morì per ferite da schegge in Francia mentre prestava servizio al fronte.

### Clima
Le stagioni nell'enclave di Lado erano simili alle regioni limitrofe dell'Africa orientale, per cui vi erano due stagioni, con quella secca che si verificava da dicembre a febbraio e la stagione delle piogge da marzo a novembre, anche le tempeste giornaliere di pioggia di solito non si verificavano fino a giugno.
La temperatura era relativamente fresca e si riteneva che la temperatura "aumentasse molto di rado fino ai 100° Fahrenheit".

## Economia
L'economia dell'Enclave di Lado era basata sull'avorio e sulla gomma. Essendo una piccola regione, la capacità commerciale dell'enclave era piccola, sebbene ci fosse una vivace comunità commerciale di "egiziani, copti e greci". Cotone, alcol e utensili erano gli oggetti più popolari scambiati nell'area.
Né i belgi né i sudanesi introdussero la tassazione del denaro, preferendo invece la raccolta del grano e il bestiame come imposte.

## Incorporazione nel Sudan anglo-egiziano
Il 10 giugno 1910, in seguito alla morte di Leopoldo, il distretto divenne ufficialmente una provincia del Sudan anglo-egiziano, con il capitano Chauncey Hugh Stigand, veterano dell'esercito britannico, nominato amministratore. Nel 1912 la metà meridionale dell'Enclave di Lado fu ceduta all'Uganda, allora protettorato britannico. Tuttavia, nella realtà, dopo la morte di Leopoldo e il successivo ritiro delle truppe belghe, le autorità britanniche trascurarono l'amministrazione dell'area, lasciando l'enclave come "terra di nessuno". I cacciatori di avorio si trasferirono e abbatterono quasi tutto il branco stimato di 2000 elefanti residenti nell'enclave, ottenendo grandi profitti.
Nel 1912 il capitano Harry Kelly del British Royal Engineers fu inviato nella regione per regolare il confine tra Sudan e Uganda, con il piano di concedere all'Uganda una parte meridionale dell'enclave, che avrebbe potuto amministrare più facilmente in cambio del trasferimento di parte del nord dell'Uganda al Sudan, ponendo così tutte le parti navigabili del Nilo sotto il controllo sudanese. Ciò venne ottenuto il 1º gennaio 1914 quando il Sudan scambiò formalmente parte dell'enclave per un tratto dell'Alto Nilo. L'area dell'Enclave di Lado integrata all'Uganda fu ribattezzata West Nile (Nilo Occidentale), anche conosciuta come il luogo di nascita di Idi Amin Dada.
Successivamente Gondokoro, Kiro, Lado e Rejaf furono abbandonati dal governo sudanese e senza comparire più sulle mappe moderne.

## L'Enclave di Lado nella cultura popolare britannica
L'Enclave di Lado, anche se corrispondeva a una piccola area remota dell'Africa centrale, catturò l'immaginazione di leader e autori mondiali. Diventò per antonomasia una regione esotica e fu usata come ambientazione per le loro storie.
Winston Churchill percorse l'enclave, dichiarando che presentava "splendidi e seducenti panorami".
Lord Kitchener si recò a Lado per la caccia e uccise un grande rinoceronte bianco considerato uno "splendido trofeo", con il corno "lungo circa ventisette pollici" e il rinoceronte alto sei piedi.
Inoltre, l'Enclave di Lado era anche un'attrazione popolare per le classi benestanti.
L'enclave era il luogo dell'"ultima grande caccia agli elefanti del continente", poiché dozzine di cacciatori da tutto il mondo arrivarono nell'area negli anni 1907-1909 uccidendo diverse migliaia di elefanti. La pubblicità di questa caccia e la conseguente indignazione pubblica portò all'inizio del movimento per la conservazione della natura.
Nel suo romanzo Il canto dell'elefante, Wilbur Smith si riferisce al massacro degli elefanti nell'enclave di Lado in seguito al ritiro dei coloni belgi nel 1910; Ernest Hemingway, nel suo romanzo Vero all'alba, fa riferimento all'enclave come un luogo selvaggio mentre il racconto del 1936 "The Curse of Simba", si riferisce all'enclave come possibile luogo del leggendario cimitero degli Elefanti.

## Stato Libero del Congo e comandanti belgi dell'Enclave
| A partire dal    | Per              | Nome                                                    | Commenti                                       |
| ---------------- | ---------------- | ------------------------------------------------------- | ---------------------------------------------- |
| 17 febbraio 1897 | Novembre 1897    | Louis Napoléon Chaltin                                  |                                                |
| Novembre 1897    | 15 dicembre 1898 | Léon Charles Edouard Hanolet                            |                                                |
| 15 dicembre 1898 | 1 maggio 1900    | Jean Baptiste Josué Henry de la Lindi                   |                                                |
| 1 maggio 1900    | Marzo 1902       | Louis Napoléon Chaltin (Secondo mandato)                |                                                |
| Dicembre 1901    | Agosto 1903      | Capitano Léon Charles Edouard Hanolet (Secondo mandato) |                                                |
| Gennaio 1903     | 24 marzo 1904    | Commissario generale Georges François Wtterwulghe       | Morto a Yei l'8 maggio 1904.                   |
| 24 marzo 1904    | 1904             | Comandante Florian Alexandre François Wacquez           | Agendo per Wtterwulghe fino all'8 maggio 1904. |
| 1904             | Maggio 1907      | Ferdinando, barone de Rennette de Villers-Perwin        | In funzione fino all'agosto 1906               |

Comandanti dell'Enclave di Lado:
- 1900 - gennaio 1903: Gustave Ferdinand Joseph Renier (sa)
- Gennaio 1903 - agosto 1903: Albéric Constantin Édouard Bruneel
- Agosto 1903 - marzo 1905: Henri Laurent Serexhe
- Marzo 1905 - gennaio 1908: Guillaume Léopold Olaerts
- Gennaio 1908 - aprile 1909: Léon Néstor Preud'homme
- Aprile 1909-1910: Alexis Bertrand
- 1910 - giugno 1910: Charles Eugène Édouard de Meulenaer